# Parocneria
Parocneria é um gênero de traça pertencente à família Arctiidae.